# Luigi Kuveiller
Luigi Kuveiller (* 3. Oktober 1927 in Rom; † 10. Januar 2013 in Fiano Romano) war ein italienischer Kameramann.

## Leben
Kuveiller arbeitete seit Anfang der 1950er Jahre als einfacher Kameramann, zunächst vor allem für Romolo Garroni, später für Aldo Scavarda (bei Michelangelo Antonionis L’avventura, 1960) und Aldo Tonti (bei Mauro Bologninis Agostino, 1962, und Mario Monicellis Casanova ’70, 1964). Kurzzeitig war er auch Chefbeleuchter und ist schließlich seit Mitte der 1960er Jahre als Chefkameramann tätig.
In Cinecittà drehte er zunächst vorrangig internationale Koproduktionen unter der Regie von Elio Petri und Eriprando Visconti, bald auch mit internationalen Regisseuren wie Vic Morrow und Billy Wilder. Parallel begann er im Horrorgenre zu arbeiten, zunächst mit Lucio Fulci, dann mit größerer Medienbeachtung bei dem von Carlo Ponti und Andrew Braunsberg produzierten 3D-Splatterfilm Andy Warhols Frankenstein (1973) und dem mit dem übriggebliebenen Geld gedrehten Nachfolger Andy Warhols Dracula (beide unter der Regie von Warhols Hausregisseur Paul Morrissey) und schließlich als Kameramann bei Dario Argentos Giallo-Klassiker Profondo rosso (1975).
Danach profilierte sich Kuveiller vor allem als Handwerker im Komödiengenre, wo er mit Regisseuren wie Mario Monicelli und Alberto Sordi drehte; später kam eine Anzahl von Klamotten mit Terence Hill und Bud Spencer hinzu. Unterbrochen wurde die Komödienserie durch einige Politthriller von Damiano Damiani und eine kurze Rückkehr ins Splattergenre mit Fulcis Der New York Ripper (1982).
In den 1980er und 1990er Jahren entstanden viele Arbeiten mit Regisseur Carlo Vanzina, einige Fernsehproduktionen und ein weiterer Horrorfilm (Lamberto Bavas Body Puzzle).

## Filmografie (Auswahl)
- 1961: Die großen Spiele (La grande olimpiade) (Dokumentarfilm)
- 1967: Zwei Särge auf Bestellung (A ciascuno il suo)
- 1968: Escalation
- 1969: Fräulein Doktor
- 1969: Die Nonne von Monza (La monaca di Monza)
- 1969: Das verfluchte Haus (Un tranquillo posto di campagna)
- 1970: Ermittlungen gegen einen über jeden Verdacht erhabenen Bürger (Indagine su un cittadino al di sopra di ogni sospetto)
- 1970: Der Kurier des Zaren (Strogoff)
- 1970: Der Einsame aus dem Westen (Sledge)
- 1971: Una lucertola con la pelle di donna – Regie: Lucio Fulci
- 1971: Der Weg der Arbeiterklasse ins Paradies (La classe operaia va in paradiso)
- 1972: Knallt das Monster auf die Titelseite (Sbatti il mostro in prima pagina) – Regie: Marco Bellocchio
- 1972: Avanti, Avanti! (Avanti!)
- 1973: La proprietà non è più un furto – Regie: Elio Petri
- 1973: Die Halunken (Le cinque giornate) – Regie: Dario Argento
- 1973: Andy Warhols Frankenstein (Flesh for Frankenstein)
- 1974: Andy Warhols Dracula (Andy Warhol’s Dracula) – Regie: Paul Morrissey (2nd-Unit-Regie: Antonio Margheriti)
- 1974: Das Verbrechen (Delitto d’amore) – Regie: Luigi Comencini
- 1974: Kennen Sie meine Frau? (Romanzo popolare) – Regie: Mario Monicelli
- 1975: Rosso – Farbe des Todes (Profondo rosso)
- 1975: Ein irres Klassentreffen (Amici miei)
- 1976: Todo modo
- 1976: Das Schlitzohr und der Bulle (Il trucido e lo sbirro)
- 1977: Goodbye und Amen (Goodbye e amen) – Regie: Damiano Damiani
- 1977: Ich habe Angst (Io ho paura) – Regie: Damiano Damiani
- 1977: Vom Blitz getroffen (Doppio delitto) – Regie: Steno
- 1978: Zwei sind nicht zu bremsen (Pari e dispari)
- 1978: Leichen muß man feiern, wie sie fallen (Giallo napoletano) – Regie: Sergio Corbucci
- 1979: Das Leben ist wunderbar (Жизнь прекрасна) – Regie: Grigori Tschuchrai
- 1980: Plattfuß am Nil (Piedone d’Egitto)
- 1981: Zwei Asse trumpfen auf (Chi trova un amico, trova un tesoro)
- 1982: Der New York Ripper (Lo squartatore di New York)
- 1982: Banana Joe
- 1982: Der Graf, der alles kann (Il conte Tacchia) – Regie: Sergio Corbucci
- 1983: Il ras del quartiere – Regie: Carlo Vanzina
- 1983: Al bar dello sport – Regie: Francesco Massaro
- 1984: Cuore (Fernsehfilm) – Regie: Luigi Comencini
- 1985: Quo Vadis? (Fernsehminiserie)
- 1988: Die Partie seines Lebens (La partita)
- 1988: Cesira – Eine Frau besiegt den Krieg (La ciociara) (Fernsehfilm) – Regie: Dino Risi
- 1992: Body Puzzle – Mit blutigen Grüßen (Body Puzzle) – Regie: Lamberto Bava
- 1993: Piccolo grande amore – Regie: Carlo Vanzina
- 1994: I mitici – Regie: Carlo Vanzina
- 1994: Berlin ’39 – In den Fängen der Gestapo (Berlin ’39) – Regie: Sergio Sollima
- 2000: Der kleine Lord – Retter in der Not (Il ritorno del piccolo lord) (Fernsehfilm) – Regie: Giorgio Capitani
- 2002: Ein Leben für den Frieden – Papst Johannes XXIII. (Fernsehfilm)